# Ітадур
Ітаду́р (рос. Итадур) — присілок в Ігринському районі Удмуртії, Росія.

## Населення
Населення — 58 осіб (2010; 89 в 2002).
Національний склад станом на 2002 рік:
- удмурти — 92 %

## Урбаноніми[3]
- вулиці — Зарічна, Трактова